# (14845) Hegel
(14845) Hegel (1988 VS6) – planetoida z pasa głównego asteroid okrążająca Słońce w ciągu 7,86 lat w średniej odległości 3,95 j.a. Odkryta 3 listopada 1988 roku.